# Ljustjärnen (Stensele socken, Lappland)
Ljustjärnen är en sjö i Storumans kommun i Lappland och ingår i Umeälvens huvudavrinningsområde. Sjön har en area på 0,0486 kvadratkilometer och ligger 421,2 meter över havet.

## Delavrinningsområde
Ljustjärnen ingår i det delavrinningsområde (719154-158855) som SMHI kallar för Mynnar i Paubäcken. Medelhöjden är 461 meter över havet och ytan är 4,03 kvadratkilometer. Det finns inga avrinningsområden uppströms utan avrinningsområdet är högsta punkten. Vattendraget som avvattnar avrinningsområdet har biflödesordning 3, vilket innebär att vattnet flödar genom totalt 3 vattendrag innan det når havet efter 227 kilometer. Avrinningsområdet består mestadels av skog (70 procent) och sankmarker (15 procent). Avrinningsområdet har 0,05 kvadratkilometer vattenytor vilket ger det en sjöprocent på 1,2 procent.